# Oissery
Oissery est une commune française située dans le département de Seine-et-Marne en région Île-de-France.
Les habitants sont appelés les Ostéraciens.

## Géographie

### Localisation
Oissery est à 50 km au nord-est de Paris, et à environ 2 km au sud de la Picardie.

### Communes limitrophes
| Silly-le-Long (Oise) | Ognes (Oise)    | Brégy (Oise)  |
| Saint-Pathus         | Oissery         | Douy-la-Ramée |
| Marchemoret          | Saint-Soupplets | Forfry        |

### Géologie et relief
La commune est classée en zone de sismicité 1, correspondant à une sismicité très faible.

### Hydrographie
Le réseau hydrographique de la commune se compose de quatre cours d'eau référencés :
- la Thérouanne, longue de 23,31 km[2], qui conflue avec un bras de la Marne (F64-4301), ainsi que :
  - un bras de 1,26 km[3] ;
  - le ru de Brégy, 3,17 km[4], affluent de la Thérouanne ;
    - le ru d'Oissery, 1,37 km[5], qui conflue avec le ru de  Brégy.

La longueur totale des cours d'eau sur la commune est de 6,6 km.

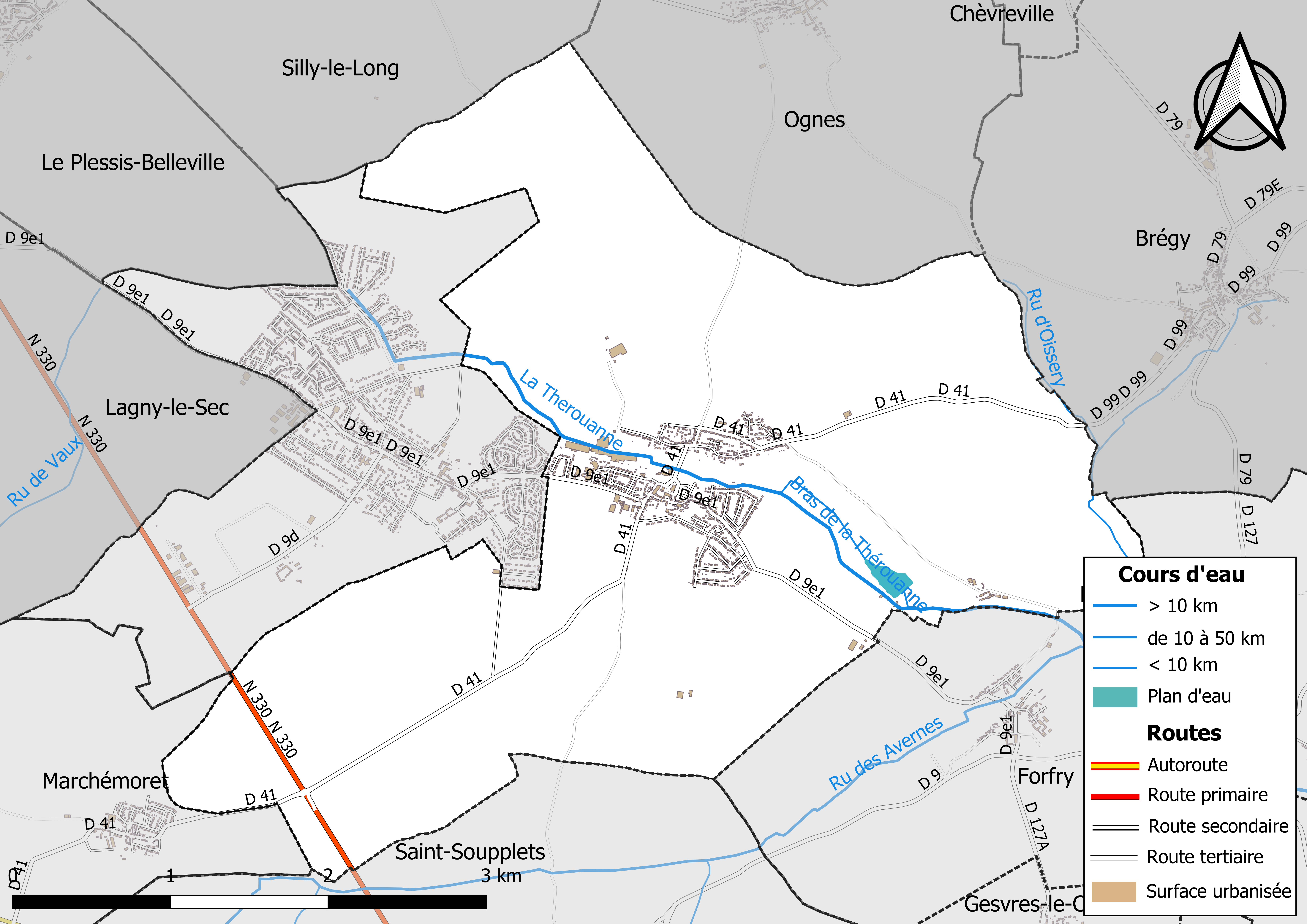
Carte des réseaux hydrographique et routier d'Oissery.

### Climat
Pour des articles plus généraux, voir Climat de l'Île-de-France et Climat de Seine-et-Marne.
En 2010, le climat de la commune est de type climat océanique dégradé des plaines du Centre et du Nord, selon une étude du CNRS s'appuyant sur une série de données couvrant la période 1971-2000. En 2020, Météo-France publie une typologie des climats de la France métropolitaine dans laquelle la commune est exposée à un climat océanique altéré et est dans la région climatique Nord-est du bassin Parisien, caractérisée par un ensoleillement médiocre, une pluviométrie moyenne régulièrement répartie au cours de l’année et un hiver froid (3 °C).
Pour la période 1971-2000, la température annuelle moyenne est de 10,8 °C, avec une amplitude thermique annuelle de 15 °C. Le cumul annuel moyen de précipitations est de 722 mm, avec 11,3 jours de précipitations en janvier et 8,1 jours en juillet. Pour la période 1991-2020, la température moyenne annuelle observée sur la station météorologique la plus proche, située sur la commune du Plessis-Belleville à 5 km à vol d'oiseau, est de 11,4 °C et le cumul annuel moyen de précipitations est de 661,7 mm,. Pour l'avenir, les paramètres climatiques de la commune estimés pour 2050 selon différents scénarios d'émission de gaz à effet de serre sont consultables sur un site dédié publié par Météo-France en novembre 2022.
| Mois                                  | jan.           | fév.           | mars           | avril         | mai           | juin          | jui.          | août          | sep.          | oct.          | nov.          | déc.          | année      |
| ------------------------------------- | -------------- | -------------- | -------------- | ------------- | ------------- | ------------- | ------------- | ------------- | ------------- | ------------- | ------------- | ------------- | ---------- |
| Température minimale moyenne (°C)     | 1,6            | 1,9            | 3              | 5,3           | 8,4           | 11,5          | 13,1          | 12,9          | 10,3          | 8,2           | 4,9           | 2,2           | 6,9        |
| Température moyenne (°C)              | 4              | 5              | 7,3            | 10,8          | 13,7          | 17,3          | 19,5          | 18,9          | 15,9          | 12,2          | 7,8           | 4,6           | 11,4       |
| Température maximale moyenne (°C)     | 6,4            | 8              | 11,5           | 16,4          | 19            | 23            | 25,8          | 24,9          | 21,5          | 16,2          | 10,6          | 7             | 15,9       |
| Record de froid (°C) date du record   | −14,1 10.01.09 | −11,9 07.02.12 | −11,2 13.03.13 | −3,9 07.04.21 | −0,7 06.05.19 | 2,9 01.06.06  | 3,8 31.07.15  | 5,1 26.08.18  | −0,3 30.09.18 | −5,7 28.10.03 | −5,7 30.11.10 | −8,7 19.12.09 | −14,1 2009 |
| Record de chaleur (°C) date du record | 15,5 09.01.15  | 19,4 27.02.19  | 23,8 31.03.21  | 29,1 20.04.18 | 31,4 27.05.17 | 35,5 18.06.22 | 42,2 25.07.19 | 40,1 06.08.03 | 34,9 09.09.23 | 28,3 01.10.11 | 21,7 08.11.15 | 16,6 17.12.15 | 42,2 2019  |
| Précipitations (mm)                   | 56,2           | 49,8           | 48,8           | 36,2          | 74,2          | 63,4          | 53,2          | 60,3          | 46            | 53,5          | 52,6          | 67,5          | 661,7      |

### Milieux naturels et biodiversité

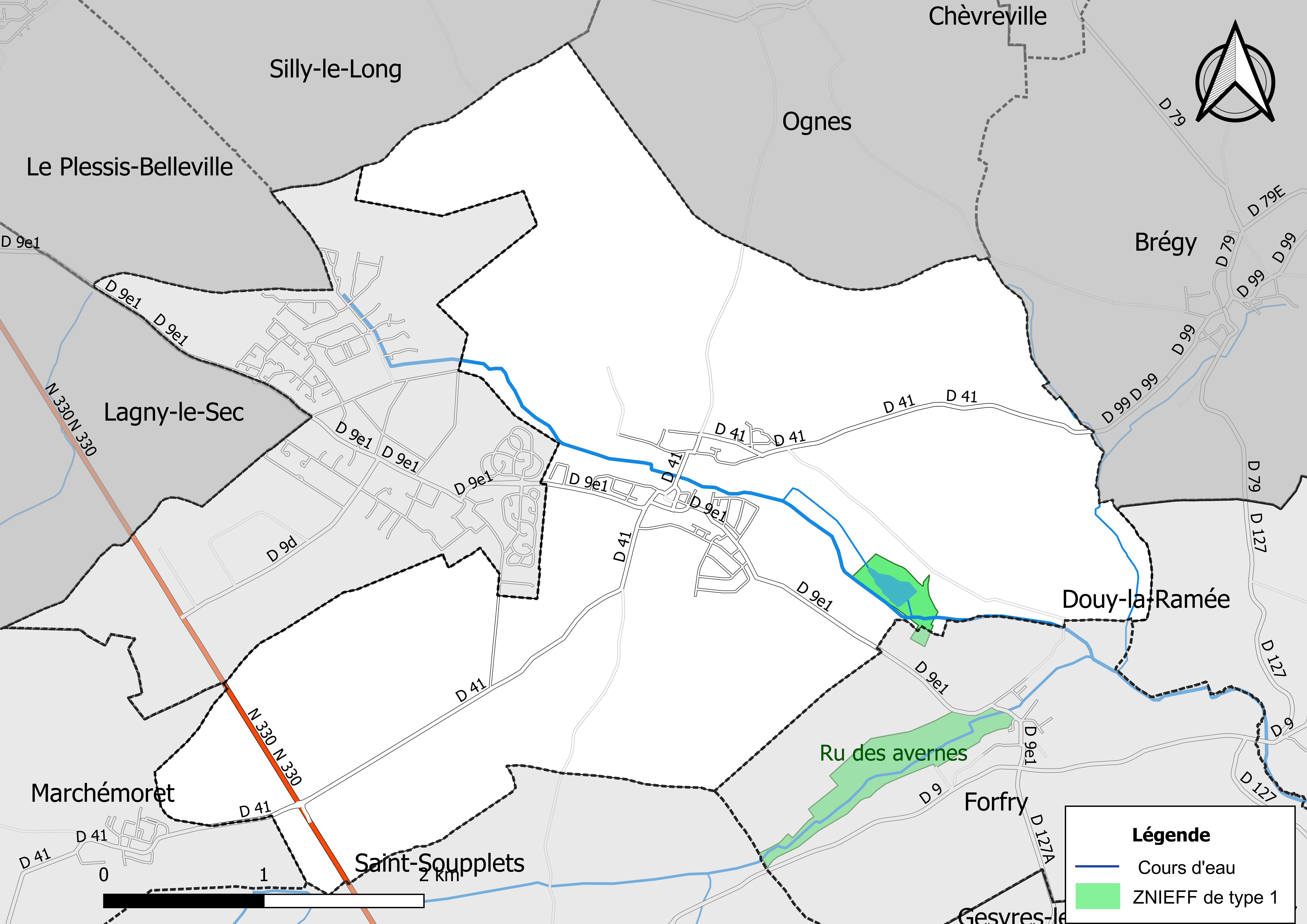
Carte des ZNIEFF de type 1 localisées sur la commune.

L’inventaire des zones naturelles d'intérêt écologique, faunistique et floristique (ZNIEFF) a pour objectif de réaliser une couverture des zones les plus intéressantes sur le plan écologique, essentiellement dans la perspective d’améliorer la connaissance du patrimoine naturel national et de fournir aux différents décideurs un outil d’aide à la prise en compte de l’environnement dans l’aménagement du territoire.
Le territoire communal d'Oissery comprend une ZNIEFF de type 1,,, 
l'« Étang de Rougemont » (13,11 ha), couvrant 2 communes du département.

## Urbanisme

### Typologie
Au 1er janvier 2024, Oissery est catégorisée petite ville, selon la nouvelle grille communale de densité à sept niveaux définie par l'Insee en 2022.
Elle appartient à l'unité urbaine de Saint-Pathus, une agglomération intra-départementale regroupant deux  communes, dont elle est une commune de la banlieue,,. Par ailleurs la commune fait partie de l'aire d'attraction de Paris, dont elle est une commune de la couronne,. Cette aire regroupe 1 929 communes,.

### Lieux-dits et écarts
La commune compte 45 lieux-dits administratifs répertoriés consultables ici (source : le fichier Fantoir).

### Occupation des sols
L'occupation des sols de la commune, telle qu'elle ressort de la base de données européenne d’occupation biophysique des sols Corine Land Cover (CLC), est marquée par l'importance des territoires agricoles (87,7 % en 2018), une proportion sensiblement équivalente à celle de 1990 (88 %). La répartition détaillée en 2018 est la suivante : 
terres arables (87,7 %), forêts (6,8 %), zones urbanisées (5,5 %).
Parallèlement, l'Institut Paris Région, agence d'urbanisme de la région Île-de-France, a mis en place un inventaire numérique de l'occupation du sol de l'Île-de-France, dénommé le MOS (Mode d'occupation du sol), actualisé régulièrement depuis sa première édition en 1982. Réalisé à partir de photos aériennes, le Mos distingue les espaces naturels, agricoles et forestiers mais aussi les espaces urbains (habitat, infrastructures, équipements, activités économiques, etc.) selon une classification pouvant aller jusqu'à 81 postes, différente de celle de Corine Land Cover,,. L'Institut met également à disposition des outils permettant de visualiser par photo aérienne l'évolution de l'occupation des sols de la commune entre 1949 et 2018.

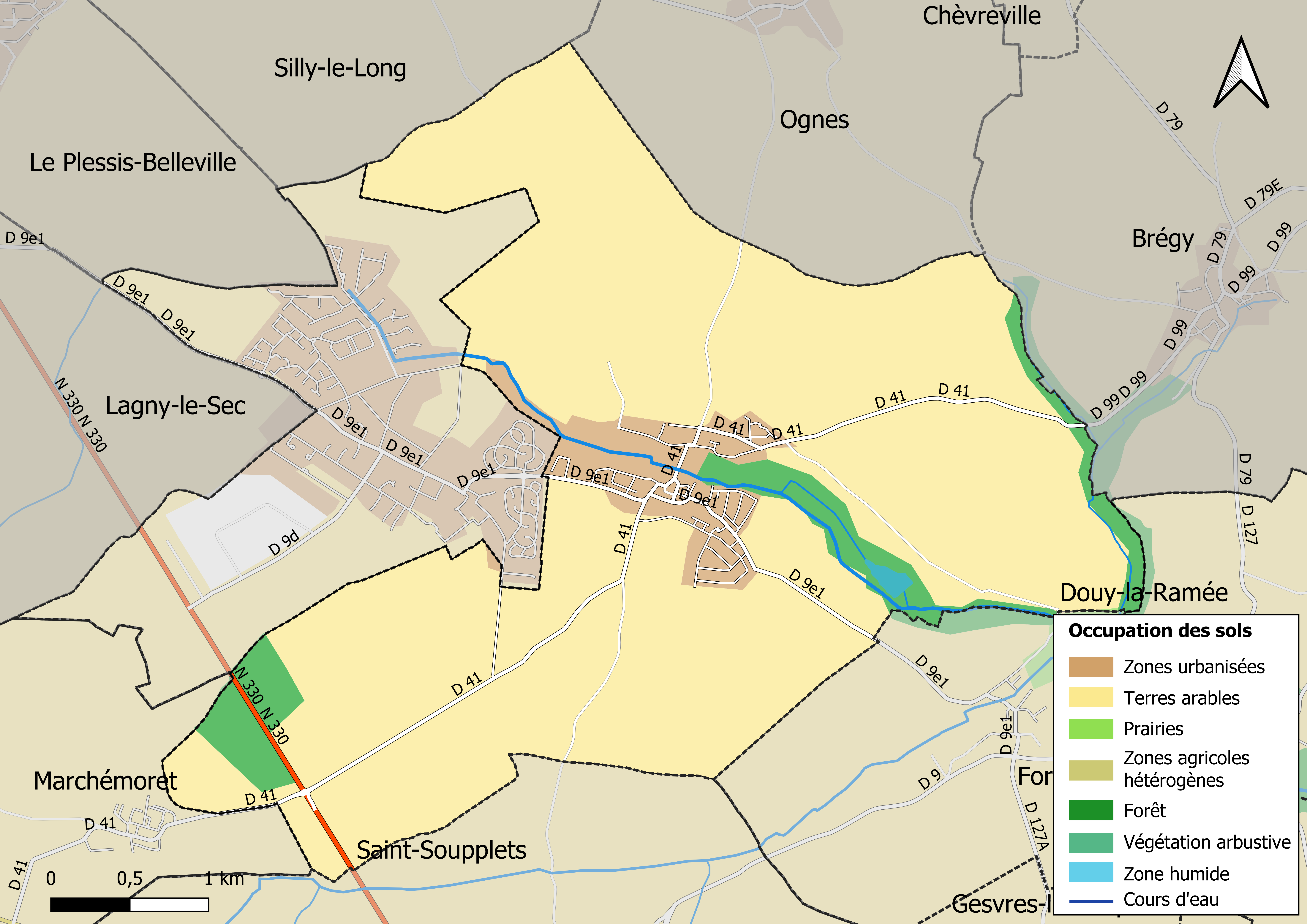
Carte des infrastructures et de l'occupation des sols en 2018 (CLC) de la commune.
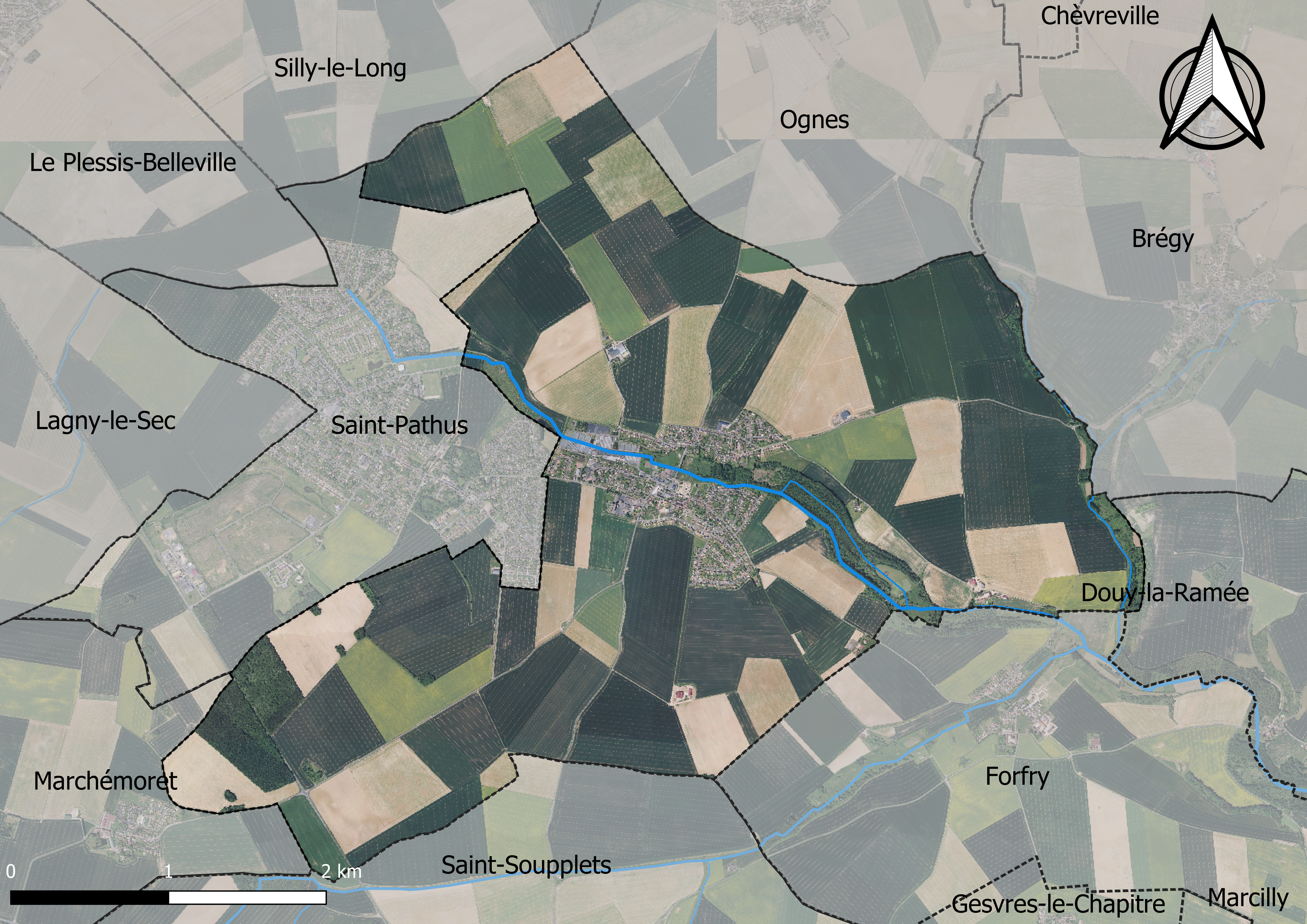
Carte orhophotogrammétrique de la commune.

### Planification
La loi SRU du 13 décembre 2000 a incité les communes à se regrouper dans un un établissement public, pour déterminer les parties d’aménagement de l’espace sous la forme d’un SCoT, un document d’orientation des politiques publiques à une grande échelle, à un horizon de 20 ans et s'imposant aux documents d'urbanisme locaux, les PLU (Plan local d'urbanisme). La commune est dans le territoire du SCOT Roissy Pays de France, approuvé le 19 décembre 2019 et porté par la communauté d’agglomération Roissy Pays de France.
La commune disposait en 2019 d'un plan local d'urbanisme approuvé. Le zonage réglementaire et le règlement associé peuvent être consultés par le Géoportail de l'urbanisme.

### Logement
En 2016, le nombre total de logements dans la commune était de 748 dont 90,8 % de maisons et 9 % d'appartements.
Parmi ces logements, 95,7 % étaient des résidences principales, 0,1 % des résidences secondaires et 4,2 % des logements vacants.
La part des ménages fiscaux propriétaires de leur résidence principale s'élevait t à 86,6 % contre 11,8 % de locataires dont, 2,7 % de logements HLM loués vides (logements sociaux) et, 1,6 % logés gratuitement.

### Voies de communication et transports

#### Transports
La commune est desservie par les lignes d'autocars No 703, No 704, No 705, No 713, No 714 et No 719 du réseau de bus Roissy Est.

## Toponymie
Oissery aurait pour origine étymologique la forme Oisseriaci, le pays des oseraies (terrains plantés d'osiers) .
Le nom de la localité est mentionné sous différentes formes : Osseri en 1112 et 1151 ; Oxeriacum en 1177 ; Oxiri en 1178 ; Ossiri vers 1180 ; Terra de Oseriis en 1189 ; Oisseriacum en 1222 et 1229 ; Ouseriacum en 1254 ; Oxeriacum en 1257 ; Oisseriacum et Osseriacum en 1261.

## Histoire

### Les seigneurs d'Oissery
Sous l'Ancien Régime, dès le milieu du XIIe siècle, Oissery est une châtellenie suzeraine qui relève directement du roi de France.

Parmi les seigneurs du lieu, on trouve :
- deux maréchaux de France ;
- trois chambellans de roi ;Maison des Barres, branche aînée des seigneurs d'Oissery.
- des prévôts de Paris ;
- un ministre de la marine ;
- un prince du sang.

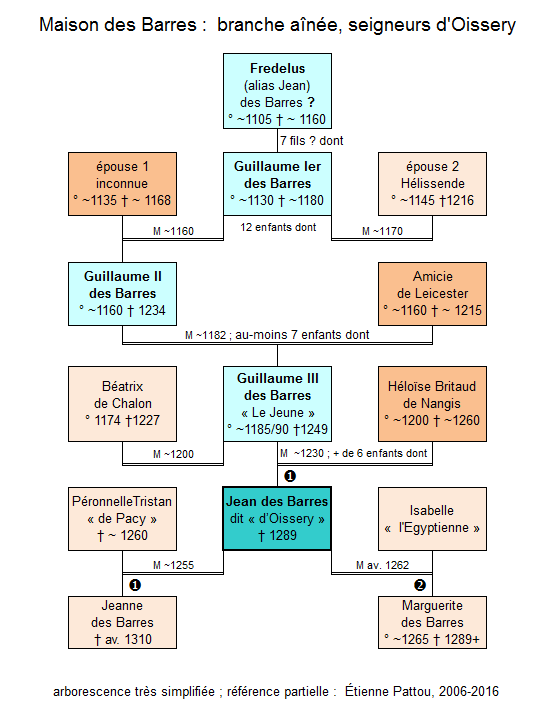
Maison des Barres, branche aînée des seigneurs d'Oissery.

Huit familles ou maisons se sont succédé à la tête d'Oissery jusqu'à la Révolution.

#### La maison des Barres
Les membres successifs de la branche ainée de la maison des Barres sont seigneurs d'Oissery. Ces seigneurs, chevaliers et croisés, sont, dans l'ordre, Fredelus (mort vers 1160) suivi de sa descendance agnatique : Guillaume Ier, Guillaume II, Guillaume III et Jean des Barres (d'Oissery) mort en 1289.
Guillaume II s'est illustré à la Bataille de Bouvines (1214), il a été inhumé au Prieuré de Fontaines-les-Nonnes, près d'Oissery.
Jean des Barres est connu de tous les ostéraciens : une rue et le collège de la commune portent son nom ; l'église abrite sa sépulture et sa pierre tombale où il est représenté, entouré de ses deux épouses successives.

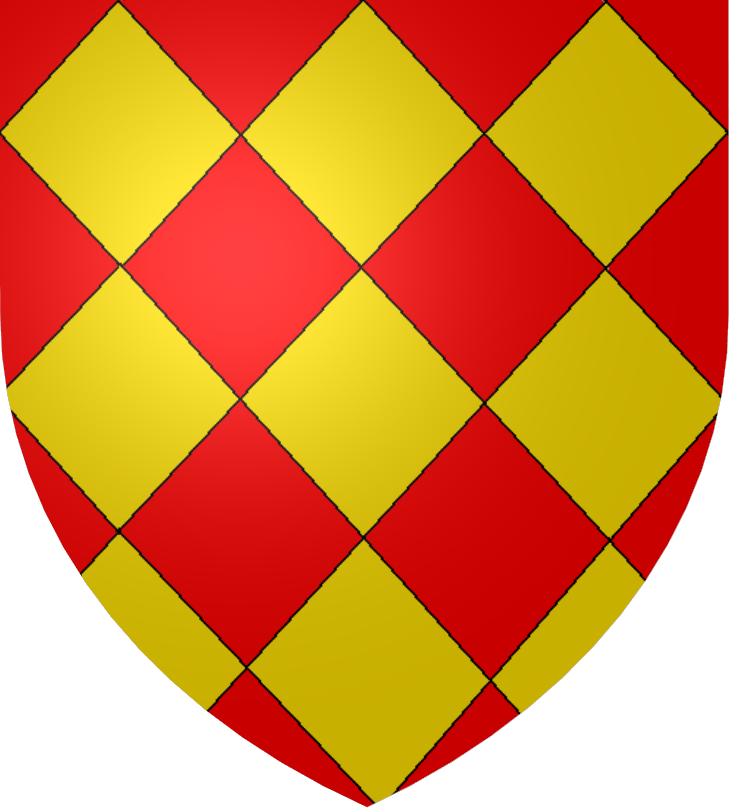
Blason des Barres d'Oissery.

#### La maison de Chabot
Marguerite des Barres, deuxième fille de Jean des Barres qui n'a pas d' « hoir mâle », hérite entre autres d'Oissery.

Elle épouse, vers 1280, Gérard II Chabot dit « Gérard II de Retz », seigneur de Retz, de Machecoul, etc.

En 1285, il participe, avec le roi Philippe III le Hardi, à la croisade d'Aragon.

Marguerite lègue à son époux le tiers de tous ses biens fonciers par charte du 28/04/1289. Celui-ci meurt en 1298 sans descendance. Oissery revient alors à Jeanne, sœur de Marguerite,.

Blason de la famille Chabot.

#### La maison d'Ivry
La généalogie concernant la maison d'Ivry et son lien avec Oissery est en partie incertaine.

Jeanne des Barres (†<1310), sœur de Marguerite est supposée hériter d'Oissery.
Elle épouse un dénommé Guillaume d'Ivry (Guillaume II ?). Parmi ses descendants, Guillaume III est cité dans le  Dictionnaire de la noblesse : « Guillaume III, baron d'Ivry et de Bréval, seigneur d'Oissery et de Saint-Pathus, épouse en 1363 Marie de Montmorency dont le père est maréchal de France ».
Leur fils aîné, Charles II hérite de ses parents. Il est conseiller et chambellan du roi Charles VI. Il devient Grand- Maître des Eaux & Forêts de France avant 1412 et meurt à la bataille d'Azincourt en 1415.
Mort sans descendance, sa nièce Catherine de Marcilly, devenue baronne d'Ivry, reçoit en héritage, entre autres, la seigneurie d'Oissery-en-Multien.

Blason de la maison d'Ivry.

#### La maison d'Estoutville
La fille de Catherine de Marcilly épouse en 1447 Robert VII d'Estouteville et lui apporte en dot la seigneurie d' Oissery.

Robert est donc le premier seigneur d'Oissery appartenant à la maison d'Estoutville.

Conseiller et chambellan du roi Charles VII, puis de Louis XI, il devient prévôt de Paris en 1446.
Son fils, Jacques, hérite en 1479 de la chatellenie d'Oissery. Chambellan du Roi et prévôt de Paris après son père, il est le mari de Gillette de Coëtivy, petite-fille de Charles VII et d'Agnès Sorel. Pour l'anecdote, elle lui apporte en dot 12 000 écus d'or, somme énorme pour l'époque. Jacques meurt en 1509.
Marie, sa seconde fille, hérite d'Oissery. Elle épouse en 1513 Gabriel de Tourzel d'Alègre.

Blason de la maison d'Estoutville.

#### La maison d'Alègre
Gabriel d'Alègre (° vers 1480 - † < 1540) est maître des requêtes de l'Hôtel, prévôt de Paris et bailli de Caen, il avec sa femme Marie d'Estouville, dame d'Oissery, plusieurs enfants dont :
François (°1515 - †1542/1543) et Christophe Ier qui sont successivement sires d'Oissery. Ce dernier épouse en 1536 la petite-fille d'Antoine Duprat, seigneur de Nantouillet et chancelier de France sous François Ier.
Christophe II, Christophe III, Louis et Emmanuel sont des héritiers successifs.
Le dernier membre de la famille d'Alègre, seigneur d'Oissery, est Yves d'Alègre.

Marquis, il est fait maréchal de France en 1724, « après une carrière militaire des plus honorable ».

Il meurt en 1730. Avec lui s'éteint le dernier des seigneurs d'Oissery de cette maison d'Alègre qui a possédé la châtellenie pendant plus de deux siècles.

Blason de la maison d'Alègre.

#### La maison Danycan de Landivisiau
À la mort d'Yves Alègre (1730), la famille Danycan acquiert plusieurs châtellenies du Multien : Le Plessis, Silly et Oissery. C'est une riche famille d'armateurs et de corsaires de Saint-Malo.

D'après Fernand Labour, il semble que ce soit le fils de Noël Danycan, sieur de Landivisiau, mort en 1730, qui reçoive Oissery.

« La seigneurie d'Oissery ne resta pas longtemps entre leurs mains. En effet, le terrier d'Oissery indique qu'en 1745, Oissery passera à la maison de Pontchartrain. »

Blason de la maison Danycan.

#### La maison de Pontchartrain
En 1745, la comtesse de Pontchartrain, Hélène de L'Aubespine (1690-1770), achète la châtellenie d'Oissery.

Elle est la seconde épouse de Jérôme Phélypeaux de Pontchartrain, ancien secrétaire d'État de la Marine.

Ce dernier étant très dépensier, la comtesse est obligée de recourir à la séparation de biens pour sauver sa fortune.
Elle réside habituellement dans son château du Plessis-Pontchartrain tout près d'Oissery. C'est là que, pour se rendre compte de l'état de sa fortune, elle fait dresser par son procureur fiscal le terrier féodal et censuel de la châtellenie suzeraine d'Oissery. Après analyse de ces biens, devant une situation financière désastreuse, elle est obligée de vendre Oissery en 1763 au prince de Conti.

Blason de la maison de Pontchartrain.

#### La maison de Bourbon-Conti
En 1763, Louis-François-Joseph de Bourbon-Conti achète Oissery.

Louis-François-Joseph (1734-1814), est prince du sang. Il est successivement comte de la Marche puis prince de Conti en 1776.

La Révolution est une période qu'il traverse difficilement : arrêté en 1793, remis en liberté en 1795 par le Directoire, il est conduit à la frontière espagnole. Réfugié à Barcelonne, il y meurt en 1814. Sans descendance, il est le dernier membre de la maison Bourbon-Conti.
Oissery qu'il garde dix-huit ans sera vendu comme bien national en 1791 au sieur Brodelet,. Louis-François-Joseph est donc le dernier seigneur de la châtellenie suzeraine d'Oissery.

Blason des princes de Conti.

### Le château
Le château fort est érigé au XIIe siècle par les premiers membres de la maison des Barres.

Il n'existe pas d'archives sur cette demeure féodale à l'exception de la trace de la fondation d'une chapelle en 1272-1273 (voir Jean des Barres, le bienfaiteur).
Des sceaux des seigneurs d'Oissery de l'époque, représentent un château fort stylisé. Ils ont inspiré les armes actuelles de la ville. Suivant certains auteurs, cette représentation peut donner une idée de l'architecture partielle du château.

Quelques sceaux
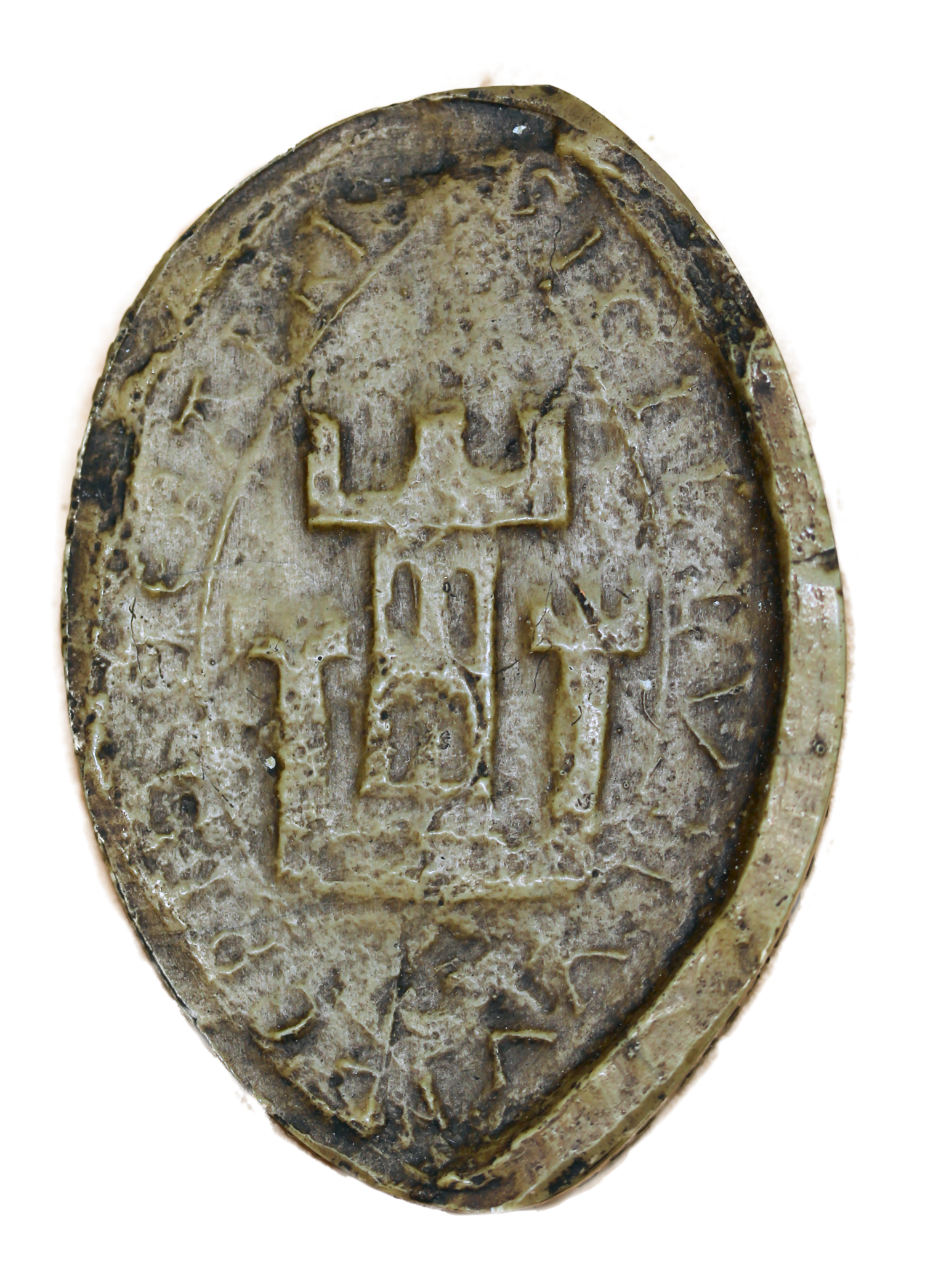
Sceau de Guillaume Ier ou de G. II (1177).
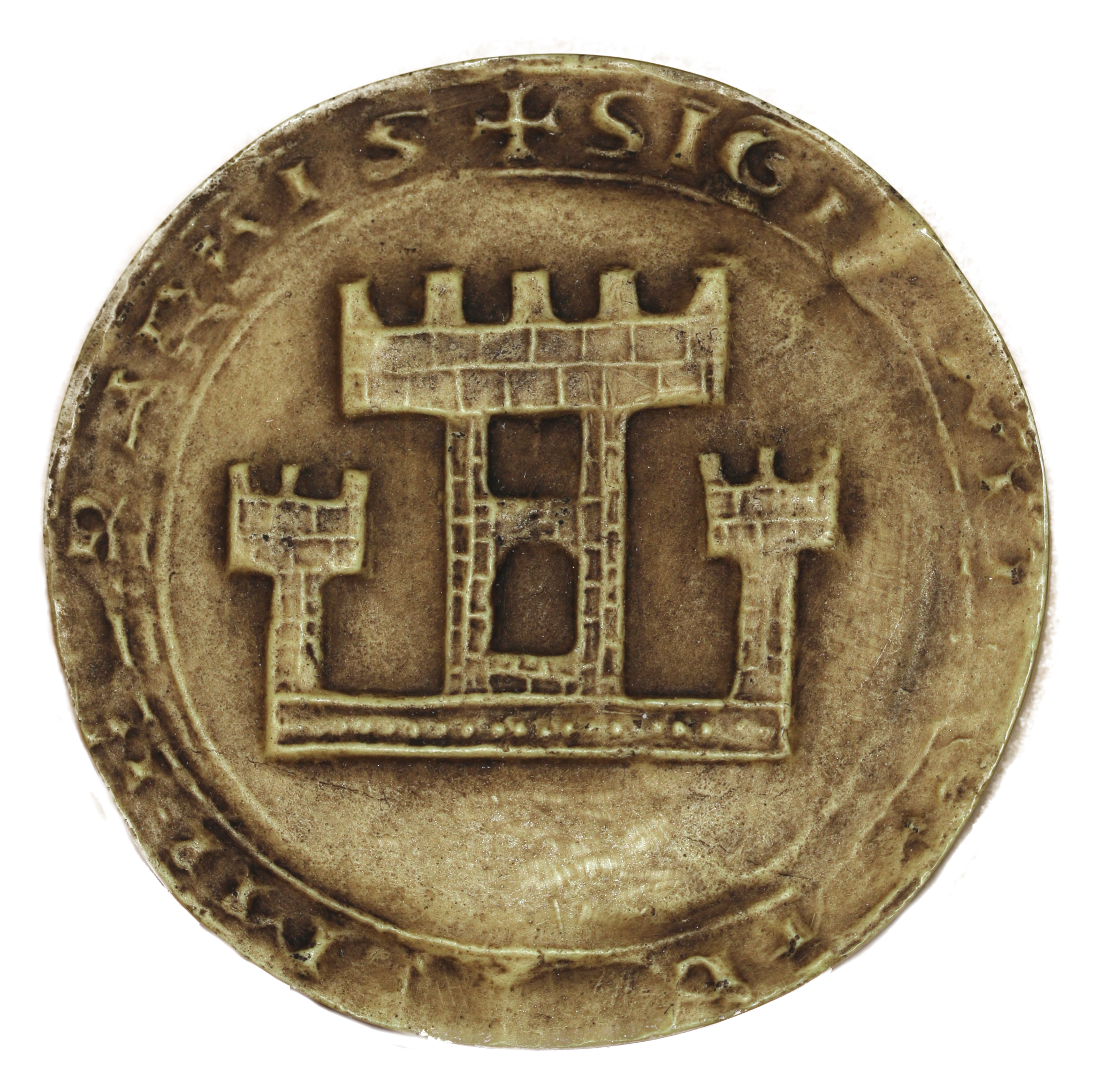
Sceau de Guillaume II ou III des Barres (>1200).
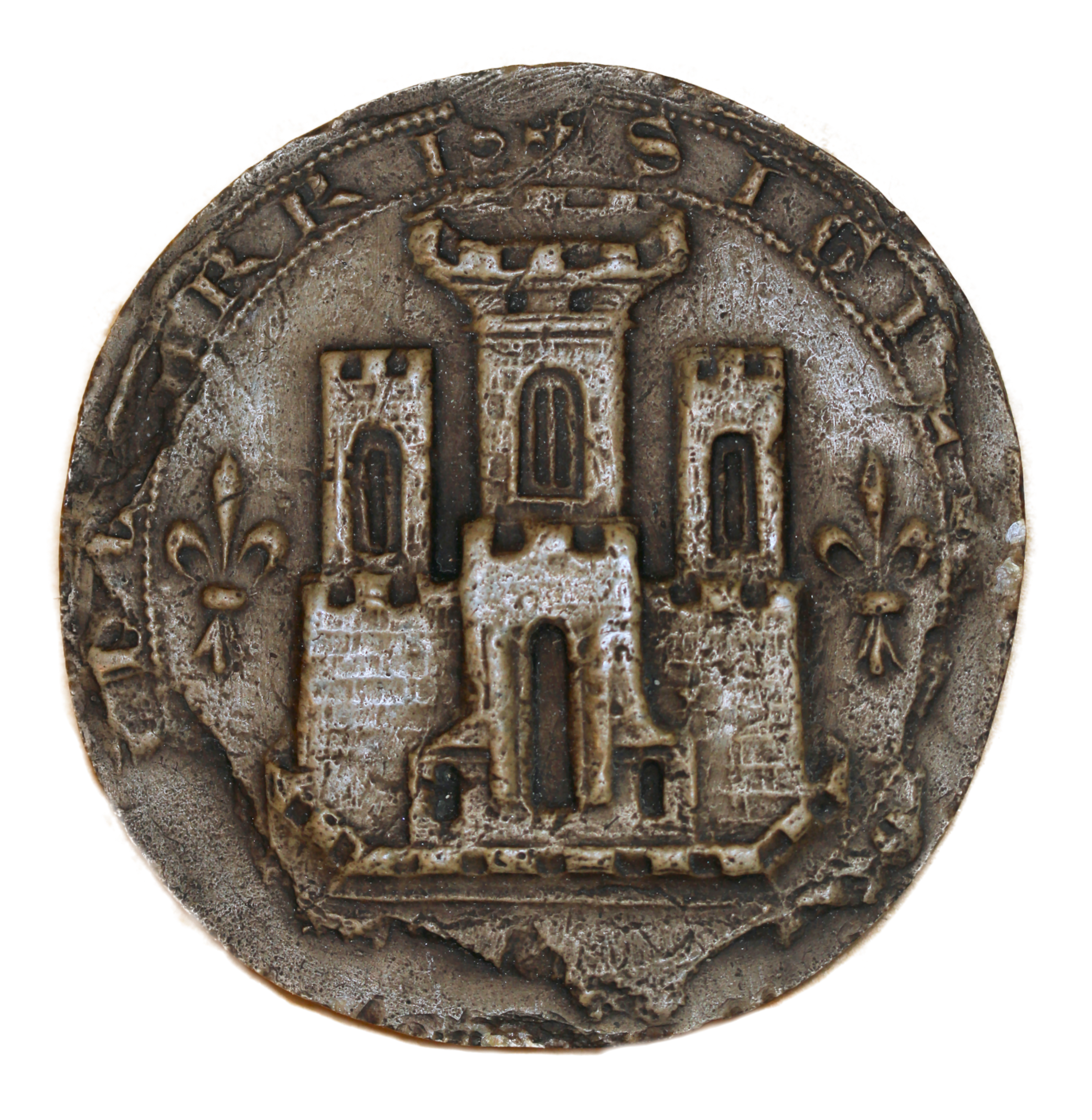
Sceau de Guillaume III des Barres (1246).
Blason actuel de la ville d'Oissery.

Les traces du château en ruines se retrouvent sur des plans d'Oissery datés de 1780 et du XIXe siècle.

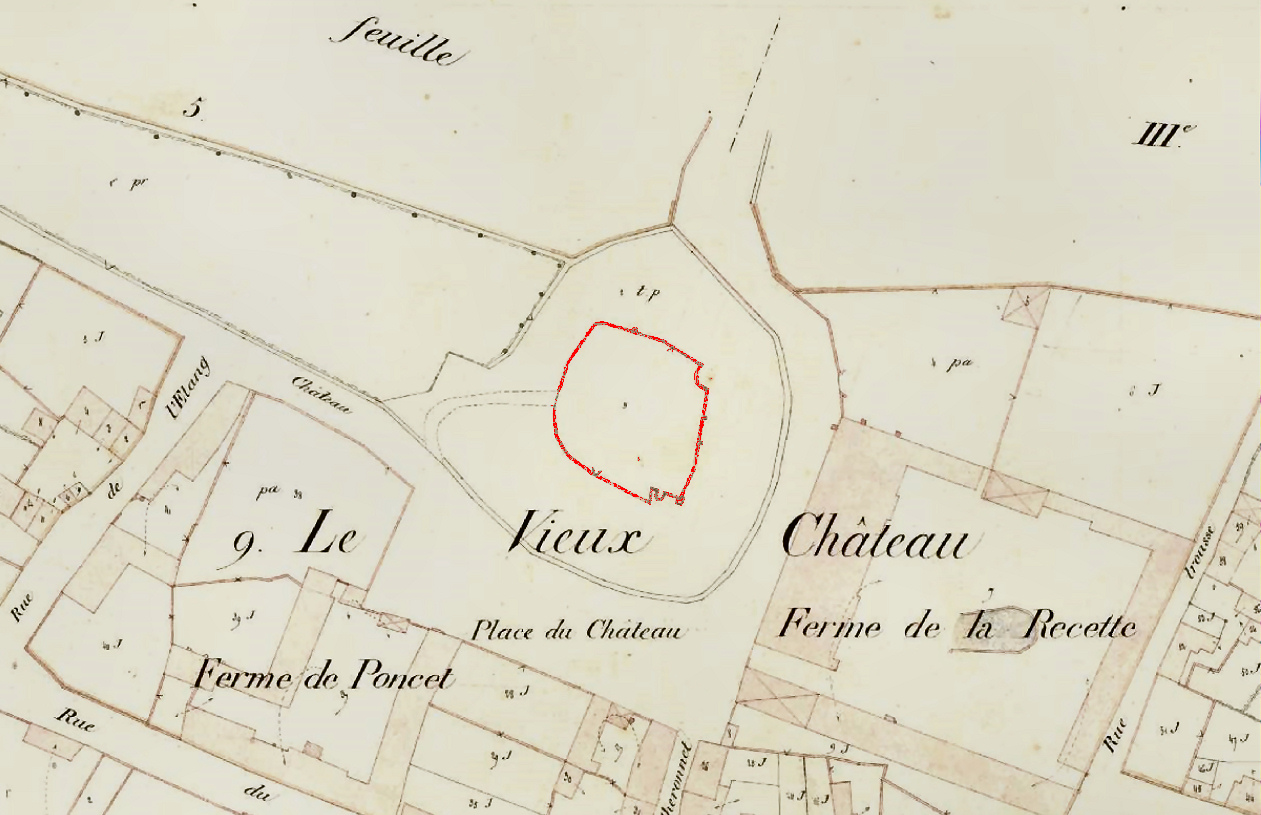
Le château sur le cadastre Napoléon, vers 1820-1830.
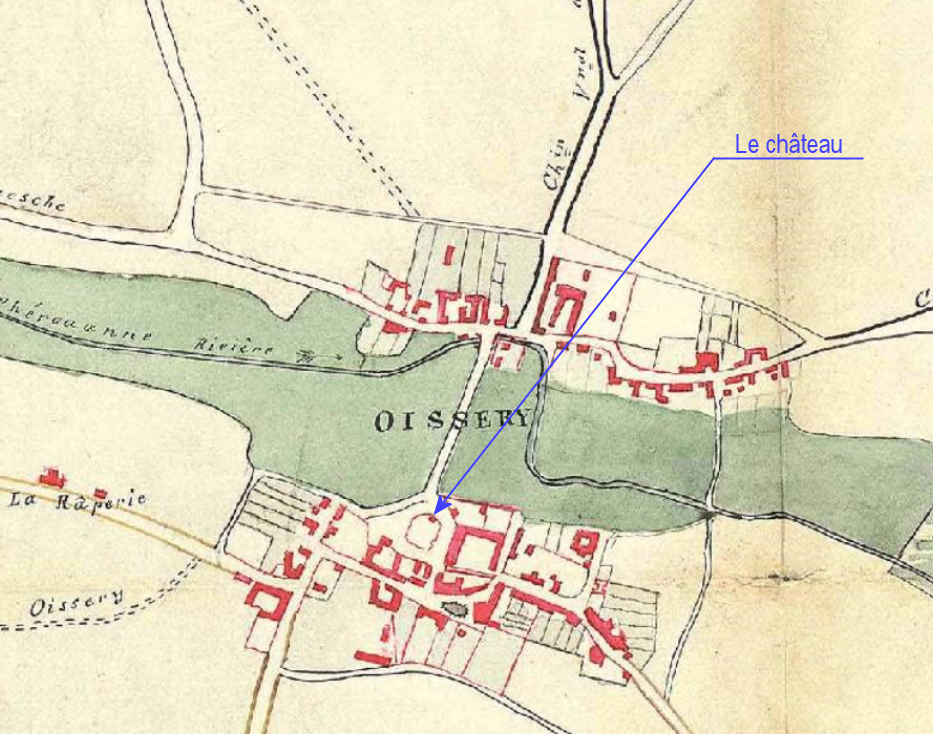
Localisation du château sur un plan d'Oissery (1880-1888[Note 11] ?)

Fernand Labour (1839-1903) en fait une description supposément assez fiable.
« Cette féodale demeure était située presqu'au milieu d'un immense étang ; c'était une massive construction de forme carrée, flanquée aux quatre angles de larges tours à mâchicoulis, reliées entre elles par une longue courtine crénelée… Au milieu de la partie sud s'élevait une tour carrée. C'était le donjon qui faisait communiquer avec l'extérieur par une porte ogive qui donnait sur un pont-levis assez étroit… La haute porte d'entrée est accompagnée de deux portes de service pour les piétons.,. »

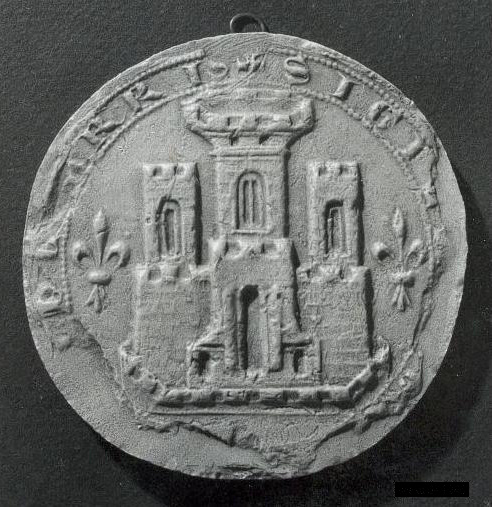
Le sceau de 1246 qui a inspiré F. Labour (1876).

En 1591, à l'époque de la Ligue, « quatre-vingts ligueurs, hommes d'armes, tant de pied que de cheval sont abrités derrière les puissantes murailles du château ». Assaillis par les paysans, ils décampent et se retirent à Meaux. Voulant reprendre Oissery en 1592, ils sont battus par les troupes royalistes vers Puisieux ; un an plus tard, le premier janvier 1594, Henri IV fait son entrée triomphale à Meaux ; le 22 mars, il arrive à Paris, !
En 1745, la comtesse de Pontchartrain (voir supra) fait dresser le terrier de la châtellenie d'Oissery. Ce document indique que le châtel est ruiné, à moitié démoli. Il ne reste que les murailles de clôture et une grosse tour qui sert de prison et salle d'auditoire pour la juridiction. Elle est surplombée d'un colombier. Attenante à cette grosse tour, la chapelle de Jean des Barres est rétablie par la comtesse et rebénie en 1752.
Les ruines du château ne semblaient plus subsister en 1888 ; en 2020, à son emplacement, se trouve la mairie, jouxtant la rue des Chevaliers. Tout près, subsistait encore en 2014, la grange dîmière du seigneur, datant du XIIIe siècle.

### La chatellenie
Oissery était, en droit seigneurial, une châtellenie suzeraine.

Dans cette châtellenie, le seigneur concède à des vassaux des domaines ou fiefs, en contrepartie de certains services : l'investiture est réalisée par la cérémonie de l'hommage où le vassal promet fidélité, conseils, aide militaire et financière au suzerain. En échange, ce dernier doit protection et justice à ses vassaux.
Vers 1750, la comtesse de Pontchartrain, dame haute justicière, donne procuration à son notaire pour recevoir les déclarations et reconnaissance des vassaux de sa châtellenie suzeraine d'Oissery et des seigneuries de Saint-Pathus, Noêfort (sur Saint-Pathus), Forfry, La Ramée, Silly et les nombreux fiefs s'y rattachant.

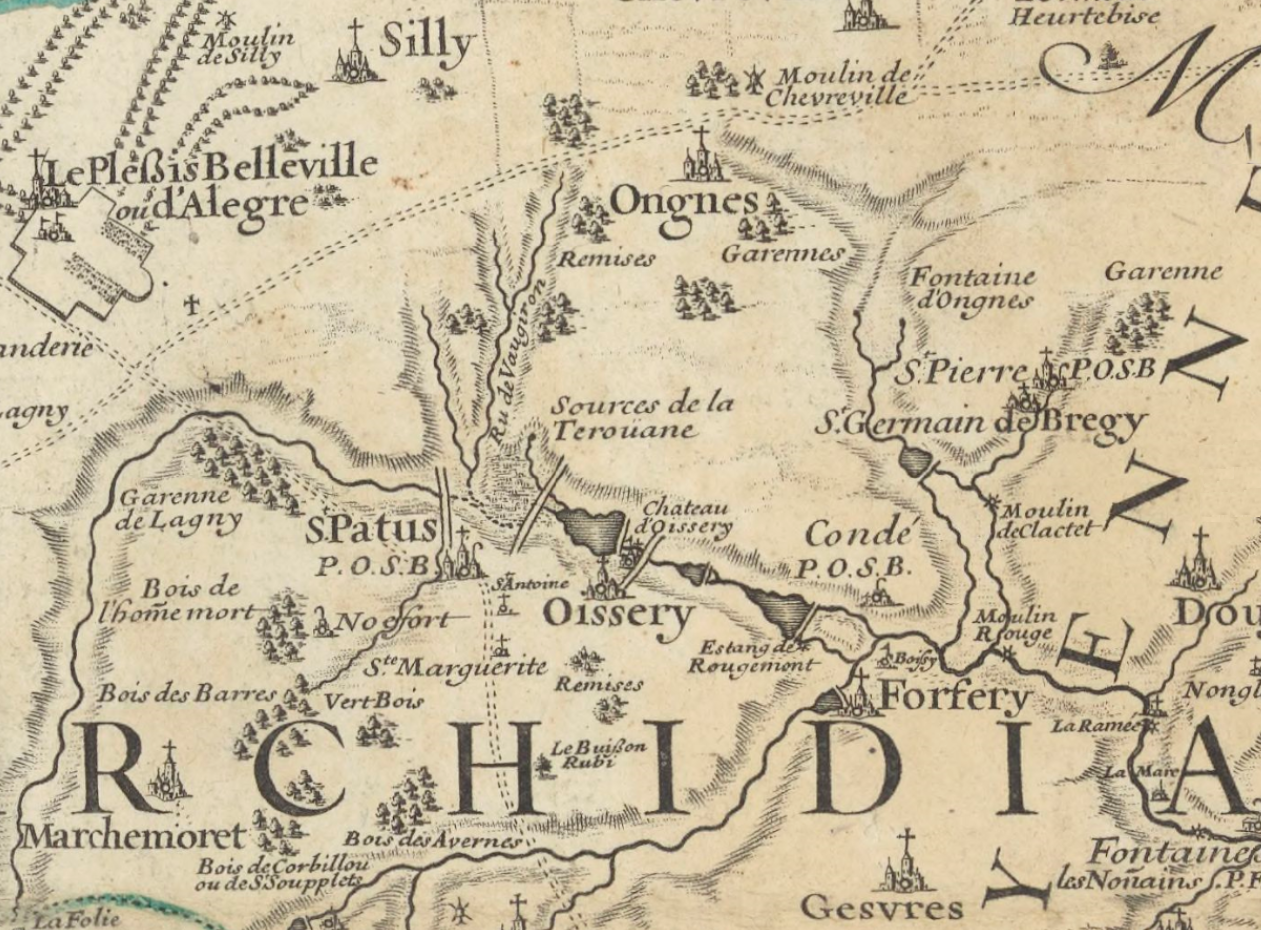
Environs d'Oissery, plan de 1717.

Depuis l'époque des Barres, les seigneurs concèdent des fiefs à des particuliers ou des communautés religieuses. Sur le terrier de 1745, Fernand Labour en dénombre vingt-sept, sans tenir compte des arrière-fiefs. Ils se répartissent dans les seigneuries précitées et plus loin dans la région, jusqu'à Lizy, Orly, etc.
Pour le domaine direct des seigneurs d'Oissery, voici en quoi il consistait en 1747 :
1. le vieux château avec la grange du Champart (grange aux dîmes) dans la rue éponyme ;
2. les étangs d'Oissery et du Rougemont ;
3. le moulin hydraulique et le canal de Rougemont avec des prés ;
4. les prés de Clacquetel ( Claquette ?) et des marais sur Brégy ;
5. les bois des Barres et de l'Homme-Mort, vers Saint-Pathus ;
6. les terres labourables de la ferme seigneuriale.

Le tout pour une contenance d'environ 755 arpents, soit un peu moins de 380 hectares. C'est ce « beau domaine » qui sera vendu en 1763 au prince de Conti.

### Époque contemporaine
Le 26 août 1944 le groupe de résistants Charles Hildevert est décimé à Oissery par les forces allemandes. Ce bataillon, agissant pour le compte du Special Operations Executive (SOE), section F (française) devait récupérer les armes d'un parachutage à Saint-Pathus. Il croise l'unité SS 49e Panzerbrigade, dans un combat particulièrement déséquilibré.
Ces combats ont fait 105 morts, dont Charles Hildevert et ses deux fils, et 65 prisonniers ou disparus, souvent déportés. Des plaques et monuments commémorent ces faits de guerre à Oissery et à Forfry.
Il demeure des témoignages de cet épisode sanglant dans la commune, notamment à l'emplacement de la râperie de betteraves, utilisée comme infirmerie par les Résistants blessés, incendiée par les nazis (vingt-sept corps calcinés y sont retrouvés) ; et près de l'étang de Rougemont, à Saint-Pathus, lieu du parachutage.
L'odonyme rue du 26-Août-1944 commémore également cet évènement.

## Politique et administration

### Liste des maires
| Période                                  | Période   | Identité           | Étiquette | Qualité                                     |
| ---------------------------------------- | --------- | ------------------ | --------- | ------------------------------------------- |
| Les données manquantes sont à compléter. |           |                    |           |                                             |
| mars 1962                                | mars 2001 | Bernard Bonneville | SE        | Agriculteur                                 |
| mars 2001                                | mai 2020  | Jean-Louis Chauvet | SE        | Régisseur de théâtre à la Comédie-Française |
| mai 2020                                 | En cours  | Jean-Louis Ragon   | SE        | Directeur d'école                           |

## Équipements et services

### Eau et assainissement
L’organisation de la distribution de l’eau potable, de la collecte et du traitement des eaux usées et pluviales relève des communes. La loi NOTRe de 2015 a accru le rôle des EPCI à fiscalité propre en leur transférant cette compétence. Ce transfert devait en principe être effectif au 1er janvier 2020, mais la loi Ferrand-Fesneau du 3 août 2018 a introduit la possibilité d’un report de ce transfert au 1er janvier 2026,.

#### Assainissement des eaux usées
En 2020, la gestion du service d'assainissement collectif de la commune d'Oissery est assurée par la communauté de communes Plaines et monts de France (CCPMF) pour la collecte, le transport et la dépollution. Ce service est géré en délégation par une entreprise privée, dont le contrat arrive à échéance le 30 juin 2020,,.
L’assainissement non collectif (ANC) désigne les installations individuelles de traitement des eaux domestiques qui ne sont pas desservies par un réseau public de collecte des eaux usées et qui doivent en conséquence traiter elles-mêmes leurs eaux usées avant de les rejeter dans le milieu naturel. La communauté de communes Plaines et monts de France (CCPMF) assure pour le compte de la commune le service public d'assainissement non collectif (SPANC), qui a pour mission de vérifier la bonne exécution des travaux de réalisation et de réhabilitation, ainsi que le bon fonctionnement et l’entretien des installations,.

#### Eau potable
En 2020, l'alimentation en eau potable est assurée par la communauté de communes Plaines et monts de France (CCPMF) qui en a délégué la gestion à une entreprise privée, dont le contrat expire le 31 décembre 2023,.

## Population et société

### Démographie
L'évolution du nombre d'habitants est connue à travers les recensements de la population effectués dans la commune depuis 1793. Pour les communes de moins de 10 000 habitants, une enquête de recensement portant sur toute la population est réalisée tous les cinq ans, les populations de référence des années intermédiaires étant quant à elles estimées par interpolation ou extrapolation. Pour la commune, le premier recensement exhaustif entrant dans le cadre du nouveau dispositif a été réalisé en 2004.

En 2022, la commune comptait 2 488 habitants, en évolution de +13,14 % par rapport à 2016 (Seine-et-Marne : +3,92 %, France hors Mayotte : +2,11 %).
| 1793 | 1800 | 1806 | 1821 | 1831 | 1836 | 1841 | 1846 | 1851 |
| ---- | ---- | ---- | ---- | ---- | ---- | ---- | ---- | ---- |
| 496  | 502  | 497  | 471  | 457  | 361  | 377  | 408  | 413  |

| 1856 | 1861 | 1866 | 1872 | 1876 | 1881 | 1886 | 1891 | 1896 |
| ---- | ---- | ---- | ---- | ---- | ---- | ---- | ---- | ---- |
| 396  | 390  | 359  | 373  | 432  | 441  | 472  | 502  | 438  |

| 1901 | 1906 | 1911 | 1921 | 1926 | 1931 | 1936 | 1946 | 1954 |
| ---- | ---- | ---- | ---- | ---- | ---- | ---- | ---- | ---- |
| 397  | 402  | 385  | 355  | 340  | 329  | 308  | 301  | 341  |

| 1962 | 1968 | 1975 | 1982 | 1990  | 1999  | 2004  | 2006  | 2009  |
| ---- | ---- | ---- | ---- | ----- | ----- | ----- | ----- | ----- |
| 354  | 417  | 437  | 577  | 1 465 | 1 546 | 2 123 | 2 152 | 2 128 |

| 2014  | 2019  | 2022  | - | - | - | - | - | - |
| ----- | ----- | ----- | - | - | - | - | - | - |
| 2 126 | 2 431 | 2 488 | - | - | - | - | - | - |

## Économie

### Secteurs d'activité

#### Agriculture
Oissery est dans la petite région agricole dénommée la « Goële et Multien », regroupant deux petites régions naturelles, respectivement la Goële et le pays de Meaux (Multien). En 2010, l'orientation technico-économique de l'agriculture sur la commune est diverses cultures (hors céréales et oléoprotéagineux, fleurs et fruits).
Si la productivité agricole de la Seine-et-Marne se situe dans le peloton de tête des départements français, le département enregistre un double phénomène de disparition des terres cultivables (près de 2 000 ha par an dans les années 1980, moins dans les années 2000) et de réduction d'environ 30 % du nombre d'agriculteurs dans les années 2010. Cette tendance n'est pas confirmée dans la commune dont le nombre d'exploitations reste constant entre 1988 et 2010. Parallèlement, la taille moyenne de ces exploitations augmente, passant de 142 ha en 1988 à 196 ha en 2010.
Le tableau ci-dessous présente les principales caractéristiques des exploitations agricoles d'Oissery, observées sur une période de 22 ans : 
|                                      | 1988 | 2000  | 2010  |
| ------------------------------------ | ---- | ----- | ----- |
| Dimension économique,                |      |       |       |
| Nombre d’exploitations (u)           | 7    | 6     | 7     |
| Travail (UTA)                        | 62   | 48    | 33    |
| Surface agricole utilisée (ha)       | 995  | 1 148 | 1 374 |
| Cultures                             |      |       |       |
| Terres labourables (ha)              | 975  | 1 133 | 1 362 |
| Céréales (ha)                        | 439  | 572   | 716   |
| dont blé tendre (ha)                 | 390  | 461   | 618   |
| dont maïs-grain et maïs-semence (ha) | 14   | s     | s     |
| Tournesol (ha)                       | s    |       |       |
| Colza et navette (ha)                | 58   | 18    | s     |
| Élevage                              |      |       |       |
| Cheptel (UGBTA)                      | 8    | 3     | 0     |

## Culture locale et patrimoine

### Monuments
- l'église Saint-Germain-d'Auxerre ;

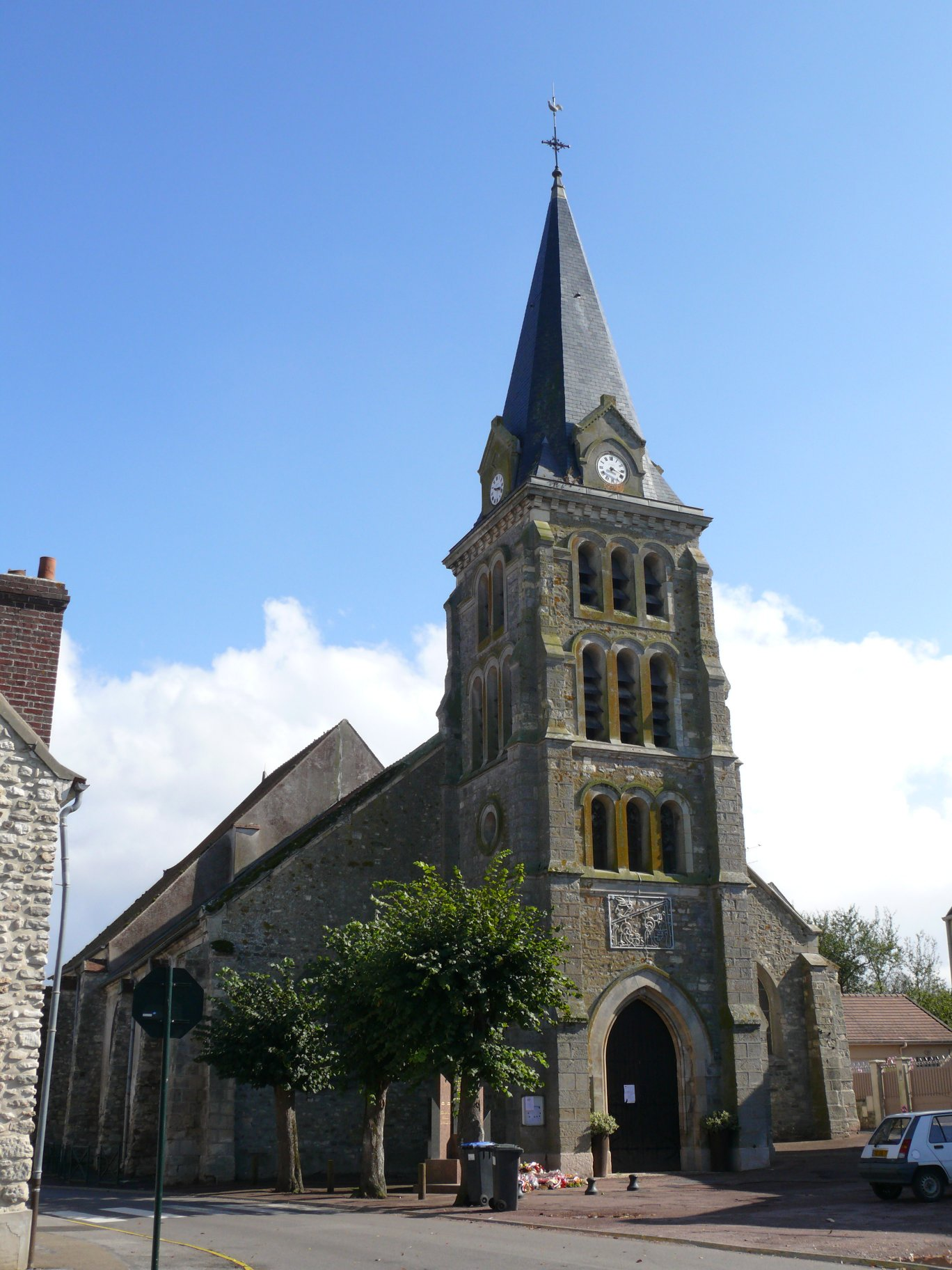
L'église Saint-Germain-d'Auxerre.

- la grange dîmière du XIIIe siècle, en parfait état, démolie en 2014 pour faire un lotissement[79].

### Personnalités liées à la commune
- Guillaume II des Barres, membre de la branche aînée de la Maison des Barres, seigneur d'Oissery, illustre chevalier de la bataille de Bouvines (1214) ;
- Jean des Barres (d'Oissery), chevalier et croisé († 1289), dont la sépulture particulière est dans l'église ;
- Henri le Meignen, évêque de Digne en 1568, natif d'Oissery ;
- Claude Coquelet, natif d'Oissery, évêque mort à Meaux en 1613 ;
- Charles Lecour, boxeur et entraineur français né en 1808 à Oissery.
- Charles Hildevert (1897-1944), marchand de légumes du Raincy, Résistant, tué à Oissery le 26 août 1944.